# Nicolas Chumachenco
Nicolas Chumachenco, né le 27 mars 1944 à Cracovie (Pologne), et mort le 12 décembre 2020 à Schallstadt (Allemagne), est un violoniste polonais d'ascendance ukrainienne.

## Carrière
Il passe son enfance en Argentine où il commence l'étude du violon puis part pour les États-Unis étudier avec Jascha Heifetz à l'Université de Californie du Sud puis avec Efrem Zimbalist au Curtis Institute à Philadelphie. Il remporte des prix au Concours international Tchaïkovski à Moscou et au Concours musical international Reine-Élisabeth-de-Belgique à Bruxelles.
Il joue sous la direction de Zubin Mehta, Wolfgang Sawallisch et Rudolf Kempe.
Il est premier violon du Zurich Quartet, enseigne à la Hoschschule für Musick de Fribourg. Il est le directeur musical et soliste de l'orchestre de chambre de la reine Sofia à Madrid. Il a enregistré l'intégrale des sonates et partitas de Bach et les Caprices de Paganini.